# Castelnau-d'Aude
Castelnau-d'Aude es una localidad  y comuna francesa, situada en el departamento del Aude en la región de Languedoc-Rosellón. 
A sus habitantes se les conoce por el gentilicio Castelnaudois.

## Demografía
| 299 | 338 | 315 | 289 | 335 | 362 |
| Para los censos de 1962 a 1999 la población legal corresponde a la población sin duplicidades (Fuente: INSEE [Consultar]) |     |     |     |     |     |

(Población sans doubles comptes según la metodología del INSEE).